# Kelsang Gyatso
 (septembre 2022).
Pour les articles homonymes, voir Kelsang Gyatso (homonymie) et Gyatso.
Guéshé Kelsang Gyatso (en tibétain : བཀལ་བཟང་རྒྱ་མཚོ།, Wylie : bskal bzang rgya mtsho), né le 19 juillet 1931 au Tibet et mort le 17 septembre 2022, est un moine bouddhiste britannique, enseignant (maître) guéloug et auteur de 22 livres bouddhistes basés sur les enseignements de l'école guéloug.
Il a pris l'ordination à l'âge de huit ans, à partir de quoi il étudia durant vingt ans dans les grandes universités monastiques du Tibet. Il obtint le titre de « guéshé » sous la tutelle de son guide spirituel Kyabjé Trijang Rinpoché, à la suite de quoi il passa dix-huit années en retraites méditatives. En 1977, il fut invité par Lama Thubten Yeshe, par l'intermédiaire de leur guide spirituel Trijang Rinpoché, à enseigner dans son centre FPMT Manjushri Institute à Ulverston en Angleterre. À la suite de la séparation de Manjushri Institute de la FPMT et avec les bénédictions de Trijang Rinpoché, il fonde la Nouvelle Tradition Kadampa (New Kadampa Tradition, NKT) en 1991, un regroupement qui compte plusieurs centres dans le monde. Depuis 1982, il est citoyen britannique.

## Biographie

### Éducation au Tibet
Kelsang Gyatso est né au Tibet en 1931, et fut ordonné moine au monastère Ngamring Jampling à l'âge de huit ans. Plus tard, il étudia au monastère de Séra, l'une des grandes universités monastiques guéloug du Tibet. Après avoir passé deux examinations au monastère Tashi Lhunpo il reçut le titre de guéshé.
Il fut membre du Tsangpa Khangtsèn, une des quinze maisons du monastère. Son guide spirituel est le grand maître guéloug Kyabje Trijang Dorjechang qui était durant sa vie le détenteur de la lignée de la tradition de Djé Tsongkhapa (détenteur du trône ou gandèn tripa).

### Vie en Inde
Après l'exode du Tibet en 1959, Guéshé Kelsang Gyatso demeura à Buxa Duar. Plus tard, lorsque le Premier ministre Nehru mit de plus grandes étendues à disposition de la communauté tibétaine en exil dans le sud du pays, le monastère déménagea dans le sud. À ce moment-là, Guéshé Kelsang quitta Buxa pour Mussoorie (une station de montagne dans l'état indien de l'Uttarakhand) où il enseigna.

### Retraites
Une fois à Mussoorie, il s'engagea dans une période de retraites approfondies dans différents endroits de la région himalayenne et du Nord de l'Inde longue de dix huit ans.
En janvier 1987, Guéshé Kelsang s'engagea dans une retraite de trois ans à Tharpaland, dans le sud de l'Écosse. Bien que Guéshé-La, qui est son appellation informelle, n'ait donné aucun enseignement formel pendant ce temps-là, entre ses séances de méditation il continua de travailler sur quelques livres, et ce fut pendant son séjour à Tharpaland qu'il acheva La Voie joyeuse de la bonne fortune et La Compassion universelle, et écrivit Le Manuel de méditation, Introduction au bouddhisme et Le Guide du Pays des Dakinis. Ce fut également à cette période qu'il créa les trois programmes spirituels qui forment le noyau de la Nouvelle Tradition Kadampa et qu'il posa les fondations pour la NKT-IKBU.

### Voyage en Occident
En 1976, Guéshé Kelsang fut invité par Lama Thoubtèn Yéshé et Lama Zopa Rinpoché à enseigner à l'Institut Mandjoushri, un centre FPMT en Angleterre, fondé par Lama Yéshé en 1975. Guéshé Kelsang arriva en Angleterre fin août 1977
Selon une source fournie par la Nouvelle Tradition Kadampa intitulée Les Kadampas des temps modernes :
Guéshé Kelsang avait accepté une invitation du moine et écrivain chrétien Thomas Merton à venir vivre et enseigner dans un centre prévu au Canada, mais après la mort tragique de Thomas Merton (en 1968), ce ne fut plus possible. Guéshé Kelsang était alors libre de venir en Angleterre, et Lama Yeshe fit la requête à Kyabdjé Tridjang Rinpoché de demander à Guéshé Kelsang de devenir enseignant résident au Centre Mandjoushri à Ulverston en Angleterre.
Selon Kay, Guéshé Kelsang "se dégagea de cette organisation pour développer son propre réseau parallèle qu'il unifia plus tard et auquel il donna une identité distincte en tant que NTK".
Il devint l'enseignant spirituel de l'Institut Mandjoushri et fonda plus tard la Nouvelle Tradition Kadampa en 1991. L'Institut Mandjoushri s'installa à Ulverston et est aujourd'hui appelé Centre de Méditation Kadampa Mandjoushri. Il est aujourd'hui le siège principal de la Nouvelle Tradition Kadampa. Guéshé-la a vécu là-bas et dans d'autres endroits en Occident depuis 1977, donnant des enseignements et des conseils à un groupe toujours plus grand de disciples occidentaux et orientaux. Il est le directeur spirituel général d'environ 1 100 centres et groupes à travers le monde. Selon le Règlement Intérieur de la NTK, il a mis en place un système démocratique de succession dans le cadre du système légal britannique.
En 1982, Guéshé Kelsang devint un citoyen britannique naturalisé.[5][réf. souhaitée] Cela signifiait qu'il n'était plus sous la juridiction du gouvernement tibétain en exil et pouvait continuer son travail pour apporter la tradition de Djé Tsongkhapa au monde occidental, libre de toute politique.

## Enseignements
Guéshé Kelsang a établi trois programmes d’étude uniques et 1 100 centres et annexes dans le monde, et formé des centaines d’enseignants qualifiés ainsi qu’une communauté ordonnée. Il a également créé un projet de construction de temples bouddhistes dans chaque grande ville du monde. Dans ses enseignements, Guéshé Kelsang insiste sur l’importance de la méditation et la manière de la mettre en pratique dans la vie quotidienne, le besoin d’être vraiment heureux et la façon de cultiver un bon cœur pour aider les autres.
Chaque année, Guéshé Kelsang donne des enseignements et des transmissions de pouvoir lors des festivals kadampas internationaux ; des milliers de personnes venues du monde entier y assistent.

## Commentaires sur ses livres
Guéshé Kelsang Gyatso a publié une série de livres sur le bouddhisme et la méditation.
Selon la Nouvelle Tradition Kadampa, les livres de Djé Tsongkhapa sont des commentaires des enseignements de Bouddha Shakyamuni et les vingt-deux livres de Guéshé Kelsang Gyatso sont des commentaires des enseignements de Djé Tsongkhapa.

## Controverses
D'anciens membres de la nouvelle tradition kadampa de Kelsang Gyatso dénoncent des abus psychologiques, financiers et sexuels qu'ils ont vus ou subis. Ils affirment que le fondateur Kelsang Gyatso a construit un culte au service de sa volonté expansionniste de construire un temple dans chaque ville du monde.
Selon l'ancien membre Tenzin Peljor, Kelsang Gyatso est une « personnalité narcissique qui se considère comme le seul sauveur du bouddhisme pur ». « Le problème est que Kelsang Gyatso veut que ses disciples le définissent comme le seul légitime ». Kelsang Gyatso n'autorise pas les adeptes de la nouvelle tradition kadampa à lire d'autres textes bouddhistes que ceux écrits par lui-même. Les adeptes croient que toutes les autres formes de bouddhisme sont « corrompues » et que la version de Kelsang Gyatso est la dernière grâce salvatrice pour le bouddhisme dans le monde,.
Kelsang Gyatso a qualifié le 14e dalaï-lama de « dictateur impitoyable » et de « méchant » faux enseignant qui tente de le détruire, ainsi que son mouvement Shugden basé sur la nouvelle tradition kadampa. Cependant, selon des experts, il n'y a aucune validité à ses affirmations. Une telle association d'un persécuteur désigné avec des prétentions à la bouddhéité et à un enseignement du « seul pur dharma », Kelsang Gyatso cultive un comportement sectaire.
Depuis 1996 et jusqu'en 2014, Kelsang Gyatso a créé des groupes pro-Shugden , composés de dirigeants de la nouvelle tradition kadampa pour organiser des manifestations importantes contre le dalaï-lama lors de ses visites en Occident. Selon d'anciens membres, les adeptes de la nouvelle tradition kadampa subissent un lavage de cerveau pour les persuader d'être persécutés et dépouillés de liberté religieuse.
Un enseignant principal et supposément moine célibataire, Neil Elliot (Gen-la Thubten) a été « dénoncé pour avoir eu des relations sexuelles sous couvert de pratique spirituelle avec des religieuses, des étudiants célibataires, des étudiants mariés et en relation à long terme » selon un ancien membre.
Selon un ancien membre, le directeur spirituel Steven Wass (Samden Gyatso), supposément moine célibataire, « a eu des relations sexuelles avec de nombreuses femmes pendant très longtemps (en utilisant le tantra comme excuse), la seule raison pour laquelle il s'est défroqué est qu'une des religieuses a tenté de se suicider après être tombée enceinte de son enfant ; ce n'est qu'alors que Kelsang Gyatso a fait quelque chose à ce sujet. » Lorsque les adeptes ont discuté des abus de Samden sur internet, Kelsang Gyatso a ordonné la fermeture de tous les forum de discussion. Kelsang Gyatso a fait une déclaration ordonnant à ses membres de s'arrêter : « Il n'y a aucun sens à parler publiquement de bêtises sur Internet. Au lieu de cela, ayez une discussion significative avec nos purs praticiens, les enseignants seniors… Arrêtez ce genre d'actions. » D'anciens membres affirment que le refus de Kelsang Gyatso et des dirigeants de la nouvelle tradition kadampa de répondre aux abus de pouvoir les a davantage traumatisés. De plus, les anciens membres affirment que l'acceptation des abus est ancrée dans les enseignements et les méthodes de la nouvelle tradition kadampa.
Il existe aussi une forte pression pour donner de l'argent, contracter des prêts qui ne sont jamais remboursés ou donner de l'argent à d'anciens membres du groupe.
Selon d'anciens adeptes, les membres de la nouvelle tradition kadampa se livrent aussi à des « fraudes aux avantages sociaux ». On leur demande de s'inscrire frauduleusement à l'aide financière aux personnes handicapées et aux services sociaux pour ensuite acheminer l'argent vers le groupe. L'argent n'est pas utilisé pour payer le personnel, qui ne reçoit que quelques centaines de dollars par mois, même pour les plus anciens. Il est dirigé vers le « Fonds international du temple » de Kelsang Gyatso, qui contient des millions de dollars. Kelsang Gyatso veut mettre un temple dans « chaque ville du monde », sans doute pour « défier l'autorité morale du dalaï-lama sur la scène internationale » comme le décrit l'auteur Mike Wilson,.
De nombreux membres ont également été surmenés et leur travail exploité. Selon d'anciens membres, cette exploitation fait partie d'une « pulsion expansionniste » pour diffuser les enseignements avec un zèle missionnaire.

## Publications
(juin 2022).
- Le vœu du Bodhisattva: Un guide pratique pour aider les autres, Éditions Tharpa, 1re édition avril 2003
- Buddhism in the Tibetan Tradition : A Guide, Routledge (1984)
- Claire Lumière de félicité : Manuel de méditation tantrique, Éditions Tharpa (2e ed., 1992)
- Huit étapes vers le bonheur : Le chemin de l´amour bienveillant dans le bouddhisme, Éditions Tharpa (2000)
- Essence du Vajrayana : La pratique du tantra du yoga suprême du mandala du corps de Hérouka, Éditions Tharpa (1997
- Grand trésor de mérite : Comment s’en remettre à un guide spirituel, Éditions Tharpa (1992)
- Le Guide du Pays des Dakinis : La pratique du tantra du yoga suprême de Bouddha Vajrayogini, Éditions Tharpa (2e ed., 1996)
- Le Guide du mode de vie d’un Bodhisattva : Quand l’altruisme donne tout son sens à la vie, une traduction du poème de Shantidéva, Bodhisattvacharyavatara, Éditions Tharpa (2002)
- Le joyau du cœur : Les pratiques essentielles du bouddhisme Kadampa, Éditions Tharpa (2e ed.1997)
- Le cœur de sagesse : Une explication du Soutra du cœur, Éditions Tharpa (4e ed., 1997)
- Comment résoudre nos problèmes quotidiens : Les quatre nobles vérités, Éditions Tharpa (2005)
- Une introduction au bouddhisme : Explication du mode de vie bouddhiste, Éditions Tharpa (2e ed., 2001)
- La voie joyeuse : La voie bouddhiste qui mène à la pleine illumination, Éditions Tharpa (2e ed., 1995)
- Vivre de manière sensée et mourir dans la joie : La profonde pratique du transfert de conscience, Éditions Tharpa (1999)
- Le Mahamoudra du tantra : Le nectar suprême du joyau du cœur, Éditions Tharpa (2005)
- Trésor de contemplation: Le mode de vie du bodhisattva, Éditions Tharpa (5e ed., 2007)
- Le manuel de méditation : Des méditations qui apportent le bonheur et donnent un sens à notre vie, Éditions Tharpa (2e ed., 2002)
- Océan de nectar : La vraie nature de toutes choses, Éditions Tharpa, (1995)
- Les terres et les voies tantriques : Comment s’engager dans la voie tantrique, progresser sur elle et la mener à terme, Éditions Tharpa (1994)
- Transformez votre vie : un voyage plein de félicité, Éditions Tharpa (2001)
- Comprendre l’esprit : La nature et le pouvoir de l’esprit, Éditions Tharpa (2e ed., 1997)
- La compassion universelle : Des solutions créatives en ces temps difficiles, Éditions Tharpa (4e ed., 2002)
- Un bouddhisme moderne : La voie de la compassion et de la sagesse, Éditions Tharpa (2010)
- Un bouddhisme moderne (version e-book gratuite) : La voie de la compassion et de la sagesse, Éditions Tharpa (2011)